# St. David’s Lighthouse
St. David’s Lighthouse ist ein Leuchtturm (englisch Lighthouse) auf Saint David’s Island, der nordöstlichsten Insel von Bermuda. Er ist neben Gibbs Hill Lighthouse der kleinere von nur zwei Leuchttürmen in diesem britischen Überseegebiet.

## Beschreibung
Der 21,9 Meter hohe Turm und die Nebengebäude wurden ab 1876 aus örtlichem Kalkstein errichtet. Am 3. November 1879 ging das Leuchtfeuer in Betrieb. Der achteckige Turm steht auf einem Hügel im Nordosten von Saint David’s Island. Er war ursprünglich weiß gestrichen und erhielt später ein rotes Band. Von Mai bis September kann der Leuchtturm täglich besichtigt werden.
Das Leuchtfeuer hat eine Feuerhöhe von rund 65 m und zeigt als Kennung zwei weiße Blitze mit einer Wiederkehr von 20 Sekunden (Fl(2)W.20s). Die Optik besteht aus einer Fresnel-Linse der 2. Ordnung. Zwei Meter unterhalb der Laterne ist ein Warnfeuer installiert, das mit roten und grünen Sektoren vor Untiefen warnt.